# Рекс Инграм
Рекс Инграм (на английски: Rex Ingram) е ирландски режисьор, скулптор, писател и продуцент, работил през голяма част от живота си в Съединените щати и Франция.
Роден е на 15 януари 1892 година в Дъблин в семейството на англикански свещеник. През 1911 година заминава за Съединените щати, където учи скулптура в Йейлския университет, след което отива в Холивуд и от 1916 година работи като продуцент и режисьор. Вече придобил известност, през 1923 година се установява в Ница, където продължава да работи, снимайки филми в Северна Африка и Средиземноморието. След навлизането на озвучените филми се отказва от киното и се връща в Калифорния, като до края на живота си се занимава със скулптура и литература.
Рекс Инграм умира на 21 юли 1950 година в Лос Анджелис.